# Бугарска на Европском првенству у атлетици у дворани 2021.
Бугарска је учествовала на 36. Европском првенству у дворани 2021 који се одржао у Торуњу, Пољска, од 4. до 7. марта. Ово је тридесет шесто европско првенство у дворани на коме је Бугарска учествовала, односно учествовала је на свим првенствима до данас. Репрезентацију Бугарске представљала су 7 такмичара (6 мушкарца и 1 жена) који су се такмичили у 6 дисциплина (5 мушких и 1 женска).
На овом првенству такмичари Бугарске нису освојили ниједну медаљу нити су остварили неки резултат.

## Учесници
| Мушкарци: - Денис Димитров — 60 м - Веселин Живков — 60 м - Митко Ценов — 1.500 м - Станислав Станков — 60 м препоне - Тихомир Иванов — Скок увис - Георги Цонов — Троскок | Жене: - Ина Ефтимова — 60 м |  |

## Резултати

### Мушкарци
| Атлетичар         | Дисциплина   | Лични рекорд | Квалификације  | Квалификације | Полуфинале            | Полуфинале            | Финале                | Финале       | Детаљи                                   |
| Атлетичар         | Дисциплина   | Лични рекорд | Резултат       | Место         | Резултат              | Место                 | Резултат              | Место        | Детаљи                                   |
| ----------------- | ------------ | ------------ | -------------- | ------------- | --------------------- | --------------------- | --------------------- | ------------ | ---------------------------------------- |
| Денис Димитров    | 60 м         | 6,40         | 6,85           | 7. у гр. 5    | Нису се квалификовали | Нису се квалификовали | Нису се квалификовали | 55 / 63 (65) |                                          |
| Веселин Живковв   | 60 м         | 6,65         | 6,95           | 7. у гр. 8    | Нису се квалификовали | Нису се квалификовали | Нису се квалификовали | 60 / 63 (65) |                                          |
| Митко Ценов       | 1.500 м      | 3:44,32      | 3:42,21 ЛР     | 8. у гр. 3    |                       |                       | Нису се квалификовали | 26 / 50 (51) | Архивирано на веб-сајту (30. април 2021) |
| Станислав Станков | 60 м препоне | 7,71         | 7,85 (.845) КВ | 4. у гр. 3    | 7,94                  | 8. у гр. 1            | Нису се квалификовали | 24 / 35      | Архивирано на веб-сајту (30. април 2021) |
| Тихомир Иванов    | Скок увис    | 2,28         | 2,16           | 9.            |                       |                       | Нису се квалификовали | 9 / 14       |                                          |
| Георги Цонов      | Троскок      | 16,78        | 16,16          | 11.           | 11 / 14               |                       | Нису се квалификовали |              |                                          |

### Жене
| Атлетичарка  | Дисциплина | Лични рекорд | Квалификације  | Квалификације | Полуфинале  | Полуфинале | Финале                | Финале       | Детаљи |
| Атлетичарка  | Дисциплина | Лични рекорд | Резултат       | Место         | Резултат    | Место      | Резултат              | Место        | Детаљи |
| ------------ | ---------- | ------------ | -------------- | ------------- | ----------- | ---------- | --------------------- | ------------ | ------ |
| Ина Ефтимова | 60 м       | 6,90         | 7,36 (.351) КВ | 3. у гр. 4    | 7,32 (.314) | 7. у гр. 3 | Није се квалификовала | 16 / 37 (40) |        |